# Golden Gala
Het Golden Gala is een jaarlijks internationaal atletiekevenement. De wedstrijd wordt gehouden in Rome in het Olympisch Stadion. Het evenement werd in 1980 voor het eerst georganiseerd. De initiatiefnemer was Primo Nebiolo, het toenmalige hoofd van de Italiaanse atletiekbond FIDAL en president van de IAAF van 1981 tot 1999. Omdat de Olympische Spelen van 1980 in Moskou werden geboycot door veel westerse landen en er in die tijd nog geen wereldkampioenschappen atletiek waren, wilde hij de atleten die niet aan de Olympische Spelen mee konden doen, een kans geven op een andere internationale topwedstrijd.
Sinds de oprichting van de Golden League in 1998 behoort het Golden Gala tot die groep wedstrijden. Sinds 2010 hoort de wedstrijd bij de in dat jaar opgerichte Diamond League.

## Programma
In de verschillende jaren van het Golden Gala zijn verschillende onderdelen aan bod gekomen. In onderstaande schema's staan de onderdelen die in een jaar voorkwamen aangegeven. De onderdelen van 1981 zijn onbekend.
| Jaar | 100 | 200 | 400 | 800 | 1500 | mijl | 2000 | 3000 | 5000 | 10000 | 110 h | 400 h | 3000 s | 3000 sw | ver | hss | hoog | pols | kogel | kogelsl. | discus | speer | 4 x 100 | 4 x 400 |
| ---- | --- | --- | --- | --- | ---- | ---- | ---- | ---- | ---- | ----- | ----- | ----- | ------ | ------- | --- | --- | ---- | ---- | ----- | -------- | ------ | ----- | ------- | ------- |
| 1980 | X   | X   | X   | X   | X    |      |      |      | X    |       | X     | X     | X      | X       |     |     | X    | X    |       | X        | X      | X     |         |         |
| 1982 | X   | X   | X   | X   | X    |      |      | X    |      |       | X     | X     |        |         |     |     | X    | X    |       |          | X      |       |         |         |
| 1983 | X   | X   | X   | X   |      | X    |      | X    |      |       | X     | X     |        |         |     | X   | X    | X    |       |          | X      |       |         |         |
| 1984 | X   | X   | X   | X   | X    |      |      | X    |      |       | X     | X     |        | X       |     |     | X    | X    | X     | X        | X      |       |         |         |
| 1985 |     | X   | X   |     | X    |      |      |      | X    |       | X     |       |        |         | X   |     |      | X    |       |          | X      | X     |         |         |
| 1986 | X   |     |     | X   |      | X    |      |      | X    | X     |       | X     | X      |         |     | X   | X    |      | X     | X        |        |       |         |         |
| 1987 | X   | X   | X   | X   | X    |      |      |      | X    |       | X     | X     |        |         | X   |     |      | X    |       |          | X      | X     |         |         |
| 1988 | X   | X   | X   | X   | X    |      |      |      | X    |       |       | X     | X      |         |     | X   | X    |      | X     |          |        |       |         |         |
| 1989 |     | X   | X   |     | X    |      |      |      | X    |       | X     |       |        |         | X   |     |      | X    |       |          | X      | X     | X       |         |
| 1990 | X   |     |     | X   | X    |      |      |      | X    |       | X     | X     | X      | X       |     | X   | X    |      | X     | X        |        |       |         |         |
| 1991 | X   | X   | X   |     | X    |      |      |      | X    |       | X     |       | X      |         | X   |     |      | X    |       |          | X      | X     |         |         |
| 1992 | X   | X   |     | X   | X    |      |      |      | X    |       |       | X     | X      |         |     | X   | X    | X    | X     | X        |        |       |         |         |
| 1993 |     | X   | X   |     | X    |      |      |      | X    |       | X     |       | X      |         | X   |     |      | X    |       |          | X      | X     |         |         |
| 1994 | X   | X   | X   | X   | X    |      |      |      | X    |       |       | X     | X      |         |     |     | X    | X    | X     | X        |        |       | X       |         |
| 1995 | X   | X   |     | X   |      |      | X    |      | X    |       | X     | X     | X      |         |     |     |      | X    | X     |          |        | X     |         |         |
| 1996 | X   | X   | X   | X   | X    |      |      |      | X    |       | X     | X     | X      |         |     | X   | X    |      | X     | X        |        |       |         |         |
| 1997 | X   | X   |     | X   | X    |      |      |      | X    |       | X     | X     | X      |         | X   |     |      |      | X     |          | X      |       |         |         |
| 1998 | X   |     | X   | X   | X    |      |      |      | X    |       |       | X     | X      |         |     | X   |      | X    | X     |          |        |       |         |         |
| 1999 | X   | X   |     | X   |      | X    |      |      | X    |       | X     |       | X      |         | X   |     |      | X    |       |          | X      | X     |         |         |
| 2000 | X   | X   |     | X   | X    |      |      |      | X    |       | X     | X     | X      |         |     | X   | X    | X    | X     |          |        |       |         |         |
| 2001 | X   |     |     | X   |      | X    |      |      | X    |       | X     | X     | X      |         | X   |     |      |      |       | X        |        | X     |         |         |
| 2002 | X   | X   | X   | X   |      | X    |      |      | X    |       |       | X     |        |         |     | X   | X    | X    |       | X        |        |       |         |         |
| 2003 | X   | X   | X   | X   | X    |      |      |      | X    |       | X     | X     |        |         |     |     | X    | X    |       |          |        | X     |         |         |
| 2004 | X   | X   |     | X   | X    |      |      |      | X    |       | X     | X     | X      |         |     | X   |      | X    |       |          | X      |       |         |         |
| 2005 | X   |     | X   | X   | X    |      |      |      | X    |       | X     | X     | X      |         | X   |     | X    | X    |       |          |        | X     |         |         |
| 2006 | X   |     | X   | X   | X    |      |      |      | X    |       | X     | X     | X      |         | X   |     |      | X    |       |          |        |       |         |         |
| 2007 | X   |     | X   | X   | X    |      |      |      | X    |       | X     | X     |        |         | X   | X   |      |      |       |          |        | X     |         |         |
| 2008 | X   |     | X   | X   | X    |      |      |      | X    |       | X     | X     | X      |         | X   |     |      |      |       |          |        | X     |         |         |
| 2009 | X   |     | X   | X   | X    |      |      |      | X    |       | X     | X     |        |         | X   |     |      |      |       |          |        | X     |         |         |
| 2010 | X   | X   | X   |     | X    |      |      |      | X    |       | X     |       |        |         | X   |     |      |      | X     |          | X      |       | X       |         |
| 2011 | X   | X   | X   | X   |      |      |      |      | X    |       |       | X     |        |         |     | X   |      | X    | X     |          |        |       | X       |         |
| 2012 | X   |     |     | X   |      |      |      |      |      |       |       | X     | X      |         | X   |     | X    | X    |       |          | X      |       | X       | X       |
| 2013 | X   |     | X   | X   |      |      |      |      | X    |       | X     | X     |        |         |     | X   |      | X    | X     |          |        |       |         |         |

| Jaar | 100 | 200 | 400 | 800 | 1500 | Mijl | 3000 | 5000 | 100 h | 400 h | 3000 s | ver | hss | hoog | pols | kogel | discus | speer | 4 x 100 |
| ---- | --- | --- | --- | --- | ---- | ---- | ---- | ---- | ----- | ----- | ------ | --- | --- | ---- | ---- | ----- | ------ | ----- | ------- |
| 1980 | X   |     |     |     | X    |      |      |      | X     |       |        |     |     | X    |      |       |        |       |         |
| 1982 |     | X   |     | X   |      |      | X    |      |       |       |        | X   |     |      |      |       |        | X     |         |
| 1983 | X   |     |     |     |      |      | X    |      |       |       |        |     |     | X    |      |       |        |       |         |
| 1984 | X   | X   |     | X   |      |      | X    |      | X     | X     |        |     |     | X    |      |       |        |       |         |
| 1985 | X   |     |     | X   |      |      | X    |      |       | X     |        | X   |     | X    |      | X     |        |       |         |
| 1986 |     | X   | X   |     | X    |      |      | X    | X     |       |        |     |     |      |      |       | X      | X     |         |
| 1987 | X   |     |     | X   | X    |      | X    |      |       | X     |        | X   |     |      |      | X     |        |       |         |
| 1988 | X   | X   | X   |     | X    |      |      | X    | X     |       |        | X   |     |      |      |       | X      | X     | X       |
| 1989 | X   |     |     | X   |      | X    | X    |      |       | X     |        | X   |     | X    |      | X     |        |       | X       |
| 1990 |     | X   | X   |     | X    |      |      | X    | X     |       |        | X   |     |      |      |       | X      | X     |         |
| 1991 | X   |     |     | X   |      |      | X    |      |       | X     |        |     |     | X    |      | X     |        |       |         |
| 1992 |     | X   | X   |     | X    |      | X    |      | X     |       |        | X   |     |      |      |       | X      | X     |         |
| 1993 | X   |     |     | X   |      | X    | X    |      |       | X     |        |     | X   | X    |      | X     |        |       |         |
| 1994 | X   |     | X   |     |      |      | X    |      | X     |       |        | X   |     |      |      |       | X      |       |         |
| 1995 |     | X   |     |     |      |      | X    |      |       | X     |        | X   | X   | X    |      | X     |        |       |         |
| 1996 | X   |     | X   |     | X    |      |      | X    | X     |       |        | X   |     | X    |      |       |        | X     |         |
| 1997 |     | X   |     | X   |      |      |      | X    |       | X     |        | X   |     | X    |      | X     |        | X     |         |
| 1998 | X   |     | X   | X   | X    |      |      | X    | X     |       |        | X   |     |      |      |       |        | X     |         |
| 1999 |     | X   |     | X   |      |      | X    |      |       | X     |        |     | X   | X    |      |       |        |       |         |
| 2000 | X   |     |     |     | X    |      |      |      | X     | X     |        | X   |     | X    |      |       |        | X     |         |
| 2001 | X   |     |     | X   | X    |      | X    |      |       | X     |        | X   |     | X    | X    |       |        |       |         |
| 2002 | X   |     | X   |     | X    |      |      | X    | X     |       |        |     | X   |      |      | X     |        | X     |         |
| 2003 | X   | X   |     | X   | X    |      |      | X    |       | X     |        | X   | X   | X    |      |       |        |       |         |
| 2004 | X   |     | X   | X   | X    |      |      | X    | X     | X     |        | X   |     | X    |      |       |        |       |         |
| 2005 | X   |     | X   | X   | X    |      |      | X    | X     | X     |        |     | X   |      |      |       |        |       |         |
| 2006 | X   |     | X   | X   |      |      |      | X    | X     | X     |        |     | X   | X    |      |       |        |       |         |
| 2007 | X   |     | X   | X   |      |      |      | X    | X     | X     |        |     |     | X    | X    |       |        |       |         |
| 2008 |     | X   | X   | X   |      |      |      | X    | X     | X     |        |     |     | X    | X    |       |        |       |         |
| 2009 | X   |     | X   | X   | X    |      |      |      | X     | X     | X      |     |     | X    | X    |       |        |       |         |
| 2010 | X   |     |     | X   |      |      |      |      |       | X     | X      |     | X   | X    | X    |       |        | X     |         |
| 2011 |     | X   | X   |     | X    |      |      |      | X     |       | X      | X   |     | X    |      |       | X      | X     |         |
| 2012 | X   |     |     | X   | X    |      |      | X    | X     | X     |        |     | X   |      |      | X     |        | X     |         |
| 2013 |     | X   | X   |     | X    |      |      |      | X     |       | X      | X   |     | X    |      |       | X      | X     |         |

## Wereldrecordsbij het Golden Gala
| Datum            | Aleet              | Onderdeel            | Prestatie | Huidig wereldrecord                |
| ---------------- | ------------------ | -------------------- | --------- | ---------------------------------- |
| 1 september 1983 | Thierry Vigneron   | polsstokhoogspringen | 5,83 m    | Nee, verbeterd op 26 mei 1984      |
| 31 augustus 1984 | Thierry Vigneron   | polsstokhoogspringen | 5,91 m    | Nee, verbeterd op 31 augustus 1984 |
| 31 augustus 1984 | Sergej Boebka      | polsstokhoogspringen | 5,94 m    | Nee, verbeterd op 13 juli 1995     |
| 22 juli 1987     | Saïd Aouita        | 5000 m               | 12.58,39  | Nee, verbeterd op 4 juni 1994      |
| 6 juni 1995      | Moses Kiptanui     | 5000 m               | 12.55,30  | Nee, verbeterd op 16 augustus 1995 |
| 14 juli 1998     | Hicham El Guerrouj | 1500 m               | 3.26,00   | Ja                                 |
| 7 juli 1999      | Hicham El Guerrouj | Engelse mijl         | 3.43,13   | Ja                                 |
| 30 juni 2000     | Trine Hattestad    | speerwerpen          | 68,22 m   | Nee, verbeterd op 28 juli 2000     |
| 11 juli 2008     | Jelena Isinbajeva  | polsstokhoogspringen | 5,03 m    | Nee, verbeterd op 29 juli 2008     |
| 2 juni 2023      | Faith Kipyegon     | 1500 meter           | 3.49,11   | Nee, verbeterd op 29 juli 2024     |

## Meetingrecords
| Onderdeel            | Prestatie          | Atleet                  | Nationaliteit | Datum             |
| -------------------- | ------------------ | ----------------------- | ------------- | ----------------- |
| 100 m                | 9,75 s (+0,9 m/s)  | Justin Gatlin           | USA           | 4 juni 2015       |
| 200 m                | 19,70 s (+0,7 m/s) | Michael Norman          | USA           | 6 juni 2019       |
| 400 m                | 43,62 s            | Jeremy Wariner          | USA           | 14 juli 2006      |
| 800 m                | 1.42,79            | Wilson Kipketer         | DEN           | 7 juli 1999       |
| 1500 m               | 3.26,00            | Hicham El Guerrouj      | MAR           | 14 juli 1998      |
| Engelse mijl         | 3.43,13            | Hicham El Guerrouj      | MAR           | 7 juli 1999       |
| 2000 m               | 4.54,02            | Vénuste Niyongabo       | BDI           | 8 juni 1995       |
| 3000 m               | 7.26,64            | Jacob Kiplimo           | UGA           | 17 september 2020 |
| 5000 m               | 12.46,33           | Nicholas Kimeli         | KEN           | 9 juni 2022       |
| 10.000 m             | 28.59,82           | Mark Donahue            | USA           | 11 september 1986 |
| 110 m horden         | 13,01 s (+0,8 m/s) | Allen Johnson           | USA           | 7 juli 1999       |
| 110 m horden         | 13,01 s (−0,1 m/s) | Omar McLeod             | JAM           | 10 juni 2021      |
| 400 m horden         | 47,07 s            | Karsten Warholm         | NOR           | 17 september 2020 |
| 3000 m steeplechase  | 7.54,31            | Paul Kipsiele Koech     | KEN           | 31 mei 2012       |
| hoogspringen         | 2,41 m             | Mutaz Essa Barshim      | QAT           | 5 juni 2014       |
| polsstokhoogspringen | 6,15 m             | Armand Duplantis        | SWE           | 17 september 2020 |
| verspringen          | 8,61 m (±0,0 m/s)  | Dwight Phillips         | USA           | 10 juli 2009      |
| hink-stap-springen   | 17,96 m (−0,4 m/s) | Pedro Pichardo          | CUB           | 4 juni 2015       |
| kogelstoten          | 22,49 m            | Ryan Crouser            | USA           | 30 augustus 2024  |
| discuswerpen         | 70,72 m            | Kristjan Čeh            | SLO           | 9 juni 2022       |
| kogelslingeren       | 84,88 m            | Sergej Litvinov         | URS           | 10 september 1986 |
| speerwerpen          | 90,34 m            | Andreas Thorkildsen     | NOR           | 14 juli 2006      |
| 3000 m snelwandelen  | 10.57,77           | Francesco Fortunato     | ITA           | 9 juni 2022       |
| 4 x 100 m            | 38,31 s            | Santa Monica Track Club | USA           | 8 juni 1994       |
| 4 x 400 m            | 3.01,76            | Groot-Brittannië        | GBR           | 31 mei 2012       |

| Onderdeel            | Prestatie          | Atlete              | Nationaliteit | Datum             |
| -------------------- | ------------------ | ------------------- | ------------- | ----------------- |
| 100 m                | 10,75 s (+0,6 m/s) | Marion Jones        | USA           | 14 juli 1998      |
| 100 m                | 10,75 s (+0,4 m/s) | Kerron Stewart      | JAM           | 10 juli 2009      |
| 200 m                | 21,91 s (+1,3 m/s) | Shericka Jackson    | JAM           | 9 juni 2022       |
| 400 m                | 49,17 s            | Marita Koch         | GDR           | 10 september 1986 |
| 800 m                | 1.55,69            | Pamela Jelimo       | KEN           | 11 juli 2008      |
| 1500 m               | 3.49,11            | Faith Kipyegon      | KEN           | 2 juni 2023       |
| Engelse mijl         | 4.21,38            | Paula Ivan          | ROU           | 19 juli 1989      |
| 3000 m               | 8.23,96            | Olga Jegorova       | RUS           | 29 juni 2001      |
| 5000 m               | 14.03,69           | Beatrice Chebet     | KEN           | 6 juni 2025       |
| 100 m horden         | 12,24 s (−0,4 m/s) | Ackera Nugent       | JAM           | 30 augustus 2024  |
| 400 m horden         | 52,43 s            | Femke Bol           | NED           | 2 juni 2023       |
| 3000 m steeplechase  | 8.44,39            | Winfred Yavi        | BAH           | 30 augustus 2024  |
| hoogspringen         | 2,03 m             | Jelena Slesarenko   | RUS           | 2 juli 2004       |
| hoogspringen         | 2,03 m             | Hestrie Cloete      | RSA           | 2 juli 2004       |
| hoogspringen         | 2,03 m             | Blanka Vlašić       | CRO           | 10 juni 2010      |
| hoogspringen         | 2,03 m             | Chaunté Howard-Lowe | USA           | 10 juni 2010      |
| polsstokhoogspringen | 5,03 m             | Jelena Isinbajeva   | RUS           | 13 juli 2007      |
| verspringen          | 7,23 m (−0,3 m/s)  | Marion Jones        | USA           | 14 juli 1998      |
| hink-stap-springen   | 15,29 m (+0,3 m/s) | Yamilé Aldama       | CUB           | 11 juli 2003      |
| kogelstoten          | 21,03 m            | Valerie Adams       | NZL           | 31 mei 2012       |
| discuswerpen         | 69,21 m            | Valarie Allman      | USA           | 6 juni 2025       |
| speerwerpen          | 68,66 m            | Barbora Špotáková   | CZE           | 10 juni 2010      |
| 4 x 100 m            | 43,64 s            | Oekraïne            | UKR           | 2 juni 2016       |